# Taiwanische Badmintonmeisterschaft 1980
Die Taiwanische Badmintonmeisterschaft der Saison 1979/1980 fand vom 15. bis zum 18. November 1979 statt. Es war die 25. Auflage der nationalen Titelkämpfe von Taiwan im Badminton.

## Titelträger
| Disziplin    | Sieger                       |
| ------------ | ---------------------------- |
| Herreneinzel | Liao Kun-fu                  |
| Dameneinzel  | Liu Hsiu-ying                |
| Herrendoppel | Chung Tsung-lieh Liao Kun-fu |
| Damendoppel  | Chen Yuk-jen Huang Shui-chi  |
| Mixed        | Liu Hon-jai Chen Yuk-jen     |